# Begonia mollicaulis
Begonia mollicaulis là một loài thực vật có hoa trong họ Thu hải đường. Loài này được Irmsch. mô tả khoa học đầu tiên năm 1957.